# Cot Batee Teubay
Cot Batee Teubay är en kulle i Indonesien.   Den ligger i provinsen Aceh, i den västra delen av landet, 1 800 km nordväst om huvudstaden Jakarta. Toppen på Cot Batee Teubay är 114 meter över havet.
Terrängen runt Cot Batee Teubay är kuperad åt nordost, men åt sydväst är den platt. Terrängen runt Cot Batee Teubay sluttar västerut. Runt Cot Batee Teubay är det tätbefolkat, med 257 invånare per kvadratkilometer. Närmaste större samhälle är Banda Aceh, 12,4 km väster om Cot Batee Teubay. Omgivningarna runt Cot Batee Teubay är en mosaik av jordbruksmark och naturlig växtlighet.